# Супириър
Супириър (на английски: Superior) е град в окръг Пинал, щата Аризона, САЩ. Супириър е с население от 3091 жители (2007) и обща площ от 5 km². Намира се на 880 m надморска височина. ЗИП кодът му е 85173, а телефонният му код е 520.